# Dugald Stewart
Dugald Stewart (22. listopadu 1753, Edinburgh – 11. června 1828, tamtéž) byl skotský osvícenský filozof a matematik.

## Život a dílo
Jeho otec, Matthew Stewart (1715-1785), byl profesorem matematiky na Univerzitě v Edinburghu (1747-1772). Dugald Stewart se narodil a vystudoval v Edinburghu na Royal High School, kde studoval matematiku a etiku u Adama Fergusona. V roce 1771 se v naději, že získá stipendium Snell Exhibition a bude pokračovat ve studiích anglikánské církve v Oxfordu, zapsal na univerzitu v Glasgow na přednášky Thomase Reida. Reidovi později vděčil za svoji teorii etiky, což mu oplatil tím, že názory Reida obdivoval, vyzdvihoval jeho styl a akademickou výmluvnost. V Glasgow se Stewart při studiích seznámil s Archibaldem Alisonem, autorem 'Essay on Taste', který byl jeho celoživotním přítelem.
Po jednom semestru v Glasgow, ve věku devatenáct let, byl Dugald povolán otcem, jehož zdraví začalo selhávat, aby vedl matematické třídy na univerzitě v Edinburghu. Poté, co tak činil asi tři roky, byl v roce 1775 Dugald společně se svým otcem jmenován profesorem matematiky. O tři roky později byl Adam Ferguson jmenován tajemníkem komisařů vyslaným do amerických kolonií, a tak na jeho naléhavou žádost Stewart přednášel namísto něj. Tak během školního roku 1778-1779 kromě hodin matematiky přednášel i své původní přednášky o etice.